# Belveglio
Belveglio – miejscowość i gmina we Włoszech, w regionie Piemont, w prowincji Asti.
Według danych na styczeń 2009 gminę zamieszkiwało 339 osób przy gęstości zaludnienia 63,4 os./1 km².